# Bardwell (Texas)
Bardwell ist eine Kleinstadt mit dem Status City im Ellis County im Bundesstaat Texas der Vereinigten Staaten.

## Lage
Bardwell liegt rund zehn Kilometer südwestlich von Ennis und 20 Kilometer südöstlich von Waxahachie am Texas State Highway 34. Benachbart gelegene Dörfer und Städte sind Ennis im Nordosten, Rice und Emhouse im Südosten, Rankin im Süden, Avalon im Südwesten, Nash im Westen und Reagor Springs im Nordwesten.
Östlich von Bardwell liegt der Lake Bardwell. Die Farm-to-Market Road 984 führt durch den Ort.

## Geschichte
In den frühen 1880er-Jahren baute der Unternehmer John W. Bardwell eine Egreniermaschine südwestlich des heutigen Stadtgebietes. Im Jahr 1892 wurde eine Schule gebaut und eine baptistische Kirche folgte ein Jahr später. Ebenfalls 1893 organisierten sich mehrere Bewohner der Siedlung zu einer methodistischen Kirche und Bardwell erhielt eine Poststelle. 1907 wurde die Bahnstrecke der Trinity and Brazos Valley Railway in der Nähe von Bardwell gebaut. Da die Bahnstrecke den Ort an seiner vorherigen Lage nicht durchquerte, wurde der Ort aufgrund der verkehrstechnisch besseren Lage an der Bahnstrecke neu aufgebaut. Kurz darauf erfolgte die offizielle Gründung der Stadt. Bardwell wurde wirtschaftlich vor allem durch die Baumwollindustrie geprägt.
1914 wurde Bardwell an das Strom- und Telefonnetz angeschlossen. In den 1920er-Jahren gab in der Stadt zwei Banken, sechs Lebensmittelgeschäfte, drei Kurzwarengeschäfte, eine Schrotmühle und einen Holzlagerplatz. Als Folge der Great Depression gingen viele Betriebe in Bardwell pleite und die Bewohner verließen die Stadt. 1929 lebten noch etwa 650 Menschen in der Stadt und es gab 25 Betriebe. 1958 wurde der Schulbezirk von Bardwell aufgelöst und mit dem Ennis Independent School District vereinigt. Bis 1960 fiel die Einwohnerzahl auf 220. Anfang der 1970er-Jahre lebten in Bardwell 277 Einwohner, es gab drei Kirchen und nur noch knapp eine Hand voll Betriebe im Ort. Seitdem ist die Einwohnerzahl wieder steigend.

## Demografie
Bei der Volkszählung im Jahr 2010 hatte Bardwell 649 Einwohner.
Im Jahr 2018 hatte Bardwell laut American Community Survey 623 Einwohner. Es gab 188 Haushalte und 153 Familien in der Stadt. Von den Einwohnern waren 75,0 Prozent Weiße, 9,3 Prozent Afroamerikaner und 2,7 Prozent amerikanische Ureinwohner. 8,2 Prozent waren anderer Abstammung und 4,8 Prozent gaben mehrere Abstammungen an. 53,3 Prozent der Einwohner der von Bardwell waren hispanischer Abstammung. 49,4 Prozent der Einwohner waren männlich und 50,6 Prozent weiblich.

50,0 Prozent der Haushalte hatten Kinder unter 18 Jahren, die bei ihnen lebten, und in 38,8 Prozent der Haushalte lebten Personen über 60 Jahren. Altersmäßig verteilten sich die Einwohner von Bardwell auf 32,3 Prozent Minderjährige, 6,5 Prozent zwischen 18 und 24, 24,6 Prozent zwischen 25 und 44, 21,5 Prozent zwischen 45 und 64 und 15,1 Prozent der Einwohner waren 65 Jahre alt oder älter. Das Medianalter lag bei 34,4 Jahren. 2018 lag das Medianeinkommen in Bardwell pro Haushalt bei 47.188 US-Dollar und pro Familie bei 53.875 US-Dollar. 14,8 Prozent der Einwohner lebten unterhalb der Armutsgrenze.

## Persönlichkeiten
- Mae Boren Axton (1914–1997), Radiomoderatorin und Songwriterin